# 拉克利德 (愛達荷州)
拉克利德（英語：Laclede）是位於美國愛達荷州邦納縣的一個非建制地區。

## 地理
拉克利德的座標為48°10′13″N 116°45′22″W / 48.17028°N 116.75611°W，而該地的平均海拔高度為642米（即2106英尺）。